# Namenlos (Band)
Namenlos ist eine deutsche Punkrock-Band, die in der DDR gegründet wurde und mit Unterbrechung bis heute aktiv ist. Die Formation war für ihre systemkritischen Texte bekannt, wodurch ihre Mitglieder massiven staatlichen Repressionen ausgesetzt waren. Die Formation sah sich seit Gründung nie als Teil der Spaß-Punk-Kultur und war stets politisch.

## Bandgeschichte
Die Band wurde Anfang des Jahres 1983 auf Initiative von Frank Masch und Michael Horschig, die schon zusammen in der Punkband Alternative 13 gespielt hatten, sowie Mita Schamal und Jana Schloßer in Ost-Berlin gegründet. Schloßer war zu dem Zeitpunkt Mitorganisatorin des ersten Punkfestivals der DDR am 30. April 1983 in Halle.
Von Beginn an wollten sich die Mitglieder keinen Namen geben. Auf ihrem ersten Konzert wurde auf den Ankündigungsplakaten als Platzhalter im Programm „Namenlos“ aufgemalt. Das Ministerium für Staatssicherheit kam so zu der Auffassung, dies sei der Name der Band, und leitete einen sogenannten operativen Vorgang mit dieser Bezeichnung ein. Über Umwege bekam die namenlose Band so durch die Stasi doch einen Namen verliehen.
Der Kriegsdienstverweigerer Günther „Holly“ Holwas rief in den frühen 1980er Jahren die Idee einer Blues-Messe ins Leben – eines Gottesdienstes mit Livekonzerten, der einen Freiraum für Kritik am sozialistischen System der DDR bot. Er konnte den Pfarrer der Samariterkirche in Ost-Berlin, Rainer Eppelmann, für diese Idee gewinnen. Obwohl das Wort „Blues“ im Namen geführt wurde, spielten auch Rock- oder Punk-Bands auf diesen Veranstaltungen, die vom MfS regelmäßig überwacht wurden.
Die Punks prangerten die Fehler des Systems offen an und beunruhigten wegen ihres Lebensstils die Politkaste. Um das „Punkerproblem“ zu lösen, statuierte das MfS an der Band Namenlos ein Exempel. Insbesondere deren Lied Nazis wieder in Ost-Berlin missfiel der Staatssicherheit. Nach einem Konzert im August 1983 im Rahmen der Blues-Messen, dem erst dritten öffentlichen Auftritt der Formation, wurden alle Bandmitglieder verhaftet, nachdem sie systemkritische Nummern wie das Lied über die Staatsgrenze und MFS gespielt hatten. Grundlage war ein Erlass aus demselben Jahr, der darauf abzielte, die staatskritische Punk-Szene mit Informellen Mitarbeitern zu unterwandern und zu zerschlagen. Das MfS versuchte, auch Jana Schloßer als IM anzuwerben. Schloßer wurde von Lothar de Maizière verteidigt. Nach dem § 220 des Strafgesetzbuches der DDR („öffentliche Herabwürdigung staatlicher Organe“) wurden Jana Schloßer und Michael Horschig zu achtzehn Monaten und Frank Masch zu zwölf Monaten Gefängnis verurteilt. Die Minderjährige Mita Schamal wurde sieben Wochen in Untersuchungshaft behalten. Das harte Vorgehen der Staatsmacht rief in der Berliner Szene heftige Protest- und Solidarisierungsaktionen hervor. So wurden etwa im Untergrund Plakate für die Freilassung gedruckt oder Graffiti zur Inhaftierung der Band gesprayt. Bis September 1984 waren alle Mitglieder wieder entlassen und die Band fand sich wieder zusammen. Auch traten die Musiker wieder auf und spielten dabei die Nummern, wegen derer sie Repressionen erdulden mussten.
Da Frank Masch kurz darauf jedoch erneut inhaftiert wurde, stieß Daniel Kaiser von der Formation Planlos als Bassist hinzu. Im Folgejahr reisten Schamal und Kaiser aus der DDR in die Bundesrepublik beziehungsweise nach Italien aus. Schamal widmete sich fortan der Bildenden Kunst, Kaiser der Theaterarbeit. Schloßer und Horschig spielten weiter und ersetzten die fehlenden Bandmitglieder durch diverse Musiker aus den Formationen Virus X und Kein Talent. Im November 1987 tourten Namenlos zusammen mit Kein Talent kurze Zeit durch Polen. Konzertauftritte wurden auf Kassette mitgeschnitten und als Sampler unter dem Titel We are the flowers in the red zone Vol. 1 veröffentlicht. 1987 löste sich die Formation dann auf. Nachdem Schloßer, Horschig, Kaiser und Schamal an der Dokumentation Ostpunk! Too Much Future über Punk in der DDR mitgewirkt hatten, kam es zu einer Wiedervereinigung der Band im Jahr 2007. Auch Masch stieß wieder dazu. Namenlos spielten neue Titel ein, die auf dem Label Höhnie Records veröffentlicht wurden. Die Besetzung wechselte immer wieder, bis Horschig 2019 als einziges Mitglied der ursprünglichen Besetzung noch in der Band verblieb. Die oben erwähnte Dokumentation wird von der Bundeszentrale für Politische Bildung mit einem Filmheft für den Schulunterricht begleitet und empfohlen.

## Diskografie
| Albumtitel                            | Jahr   | Label                                  | Anmerkung                                                                          |
| ------------------------------------- | ------ | -------------------------------------- | ---------------------------------------------------------------------------------- |
| Demos                                 | 1986   | Vertrieb im Eigenverlag                | Musikkassette, heute als Download                                                  |
| Tote Liebe                            | 1988   | QQRYQ Tapes                            | zusammen mit Kein Talent auf dem Sampler We are the flowers in the red zone Vol. 1 |
| Die Hass                              | 1988   | QQRYQ Tapes                            | zusammen mit Kein Talent auf dem Sampler We are the flowers in the red zone Vol. 1 |
| Links Zwo Drei Vier                   | 1988   | QQRYQ Tapes                            | zusammen mit Kein Talent auf dem Sampler We are the flowers in the red zone Vol. 1 |
| Nazis                                 | 2000er | Elbtal Records, Heimat Kassetten u. a. | auf diversen Kompilationen                                                         |
| 1983–1989                             | 2007   | Höhnie Records                         | LP                                                                                 |
| MfS                                   | 2008   | good!movies                            | DVD-Kompilation Ostpunk! Too Much Future                                           |
| Fenster                               | 2008   | good!movies                            | DVD-Kompilation Ostpunk! Too Much Future                                           |
| Terrorist                             | 2008   | good!movies                            | DVD-Kompilation Ostpunk! Too Much Future                                           |
| Freiheit! Gleichheit! Brüderlichkeit! | 2009   | Höhnie Records                         | LP                                                                                 |
| Armut macht den Mensch zum Tier       | 2013   | Höhnie Records                         | Mini-LP                                                                            |